# Etelis carbunculus
Etelis carbunculus е вид бодлоперка от семейство Lutjanidae.

## Разпространение и местообитание
Този вид е разпространен в Австралия, Американска Самоа, Бангладеш, Бахрейн, Бруней, Вануату, Виетнам, Гуам, Джибути, Йемен, Индия (Андамански и Никобарски острови), Индонезия, Ирак, Иран, Камбоджа, Катар, Кения, Кирибати, Китай, Коморски острови, Кувейт, Мавриций, Мадагаскар, Макао, Малайзия, Малдиви, Малки далечни острови на САЩ, Маршалови острови, Мианмар, Микронезия, Мозамбик, Науру, Нова Зеландия, Нова Каледония, Обединени арабски емирства, Оман, Острови Кук, Пакистан, Палау, Папуа Нова Гвинея, Провинции в КНР, Реюнион, Самоа, Саудитска Арабия, САЩ (Хавайски острови), Северни Мариански острови, Сейшели, Сингапур, Соломонови острови, Сомалия, Тайван, Тайланд, Танзания, Токелау, Тонга, Тувалу, Уолис и Футуна, Фиджи, Филипини, Френска Полинезия, Хонконг, Шри Ланка и Япония.
Обитава крайбрежията на океани, морета и заливи. Среща се на дълбочина от 2 до 300 m, при температура на водата от 14,4 до 27,2 °C и соленост 34,6 – 35,6 ‰.

## Описание
На дължина достигат до 1,3 m.
Продължителността им на живот е около 32 години.